# Motines del Mar Negro

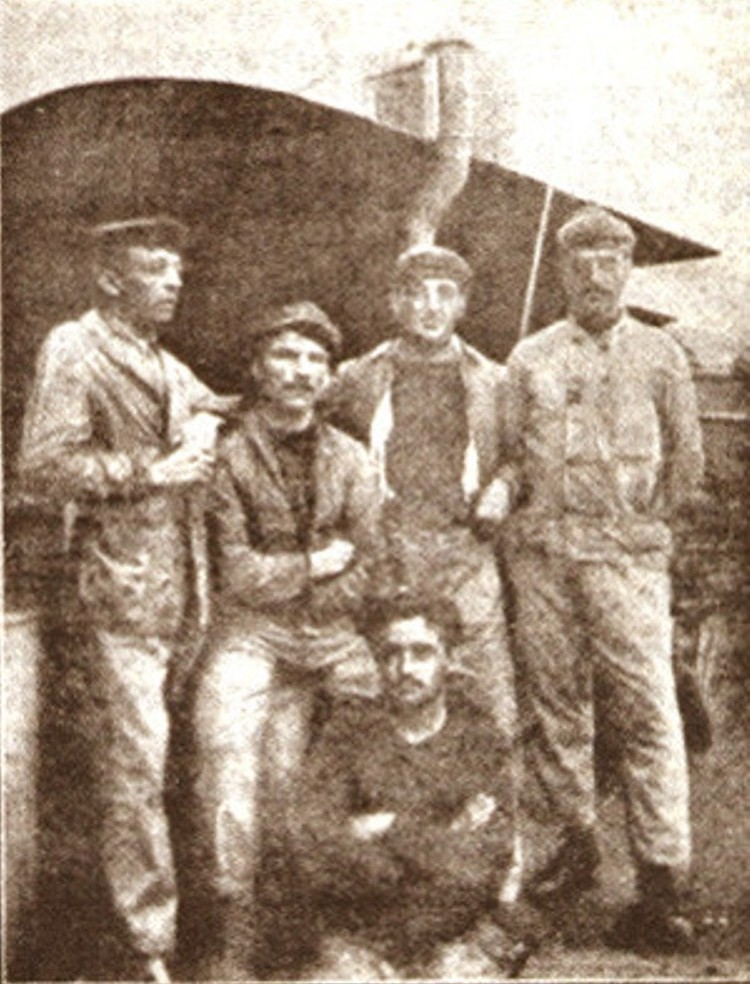
Grupo de amotinados del mar Negro.

Los motines del Mar Negro hacen referencia a los hechos acaecidos en varios buques de la marina francesa, entre ellos los navíos Jean Bart, France y Provence, junto a tropas terrestres, enviados al Mar Negro para ayudar al Movimiento Blanco en la Guerra Civil Rusa. El 19 de abril de 1919 la tripulación de los barcos se amotinó, oponiéndose a la intervención francesa en contra de los bolcheviques. Entre la tripulación rebelde se encontraba André Marty.

## Desarrollo
Después del armisticio del 11 de noviembre de 1918, el buque Jean Bart era parte del escuadrón enviado a través del Mar Negro, hacia Odessa, para combatir la Revolución Rusa. La revuelta estalló el 16 de abril a bordo del Protet, anclado en el puerto fluvial de Galatz. Uno de los supuestos líderes de la misma, André Marty, fue arrestado ese mismo día; los movimientos de desobediencia habían surgido en febrero, provocados tanto por la mala alimentación, como por la decepción de no ser desmovilizados, y también en solidaridad con los revolucionarios. Marty había fomentado un complot para tomar el control de la protesta y entrar ondeando una bandera roja en el puerto de Odessa. Unas horas después de este primer motín, el mismo se extendió por los navíos franceses estacionados en Crimea. En la mañana del 20 de abril, la bandera roja fue izada en los dos acorazados (sin arriar la bandera francesa).
Trasladados los amotinados el 23 de abril a bordo del buque Waldeck-Rousseau, en este nuevo barco también se produjeron motines. Un consejo de guerra celebrado en el puerto de Constantinopla en julio de 1919 condenó a Marty a veinte años de trabajos forzados. En total, cerca de un centenar de marinos fueron condenados por los tribunales militares franceses, si bien fueron en su mayoría rápidamente amnistiados.